# Nanotoxicology
Nanotoxicology, abgekürzt Nanotoxicol., ist eine wissenschaftliche Zeitschrift, die vom Taylor & Francis-Verlag veröffentlicht wird. Die erste Ausgabe erschien 2007. Derzeit werden zehn Ausgaben im Jahr veröffentlicht.
Die Zeitschrift beschäftigt sich mit Fragen der Auswirkungen von Nanomaterialien auf die Umwelt und auf den Menschen.
Der Impact Factor der Zeitschrift lag im Jahr 2018 bei 5,955.